# Église Notre-Dame de Mailhat
L'église Notre-Dame est une église romane située au village de Mailhat dépendant de la commune de Lamontgie, dans le département français du Puy-de-Dôme en région Auvergne.

## Historique
L'église romane a été construite au XIIIe siècle .
Elle fait l'objet d'un classement au titre des monuments historiques depuis le 22 août 1859.

## Architecture

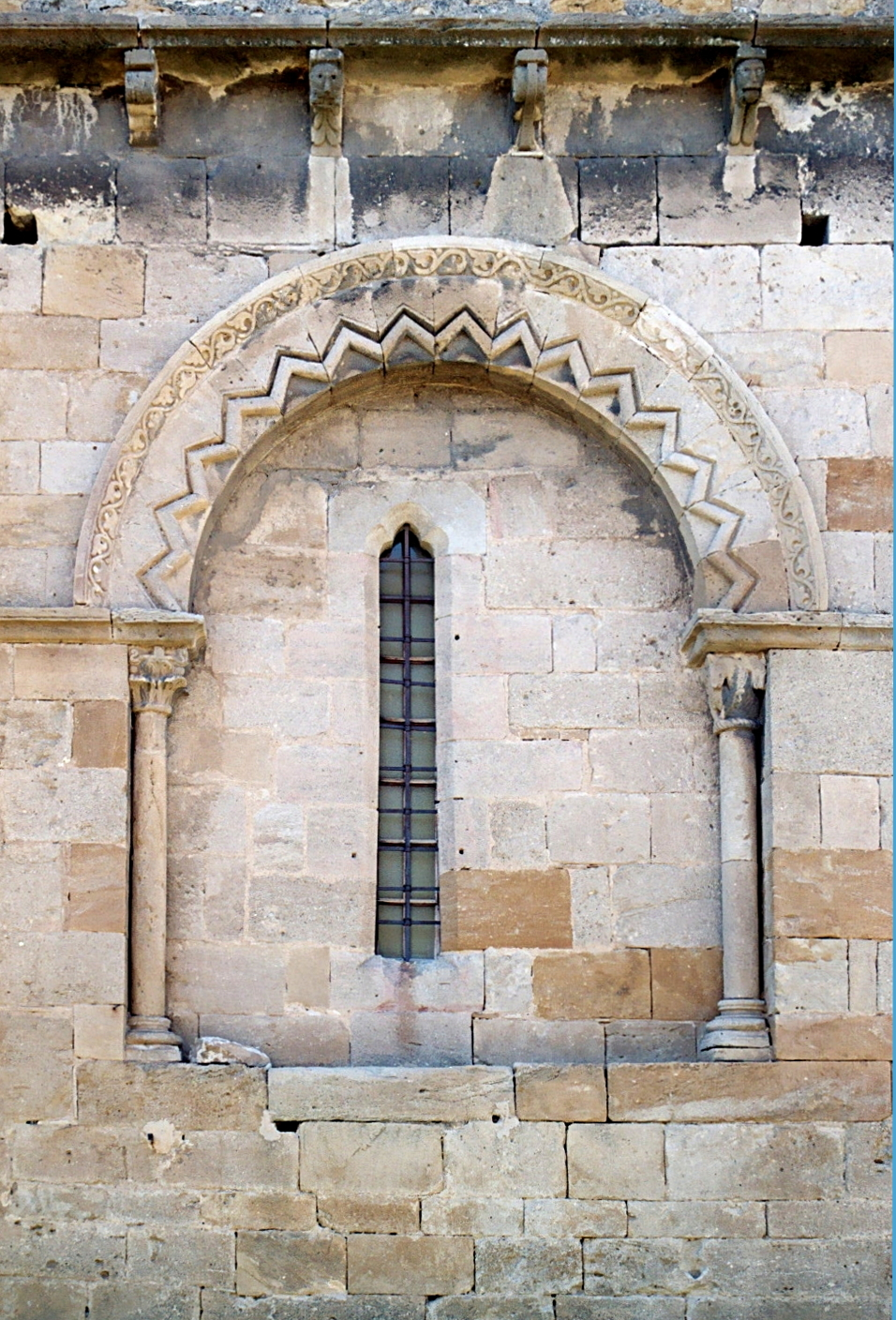
Arcade ornée d'un motif de bâtons brisés.
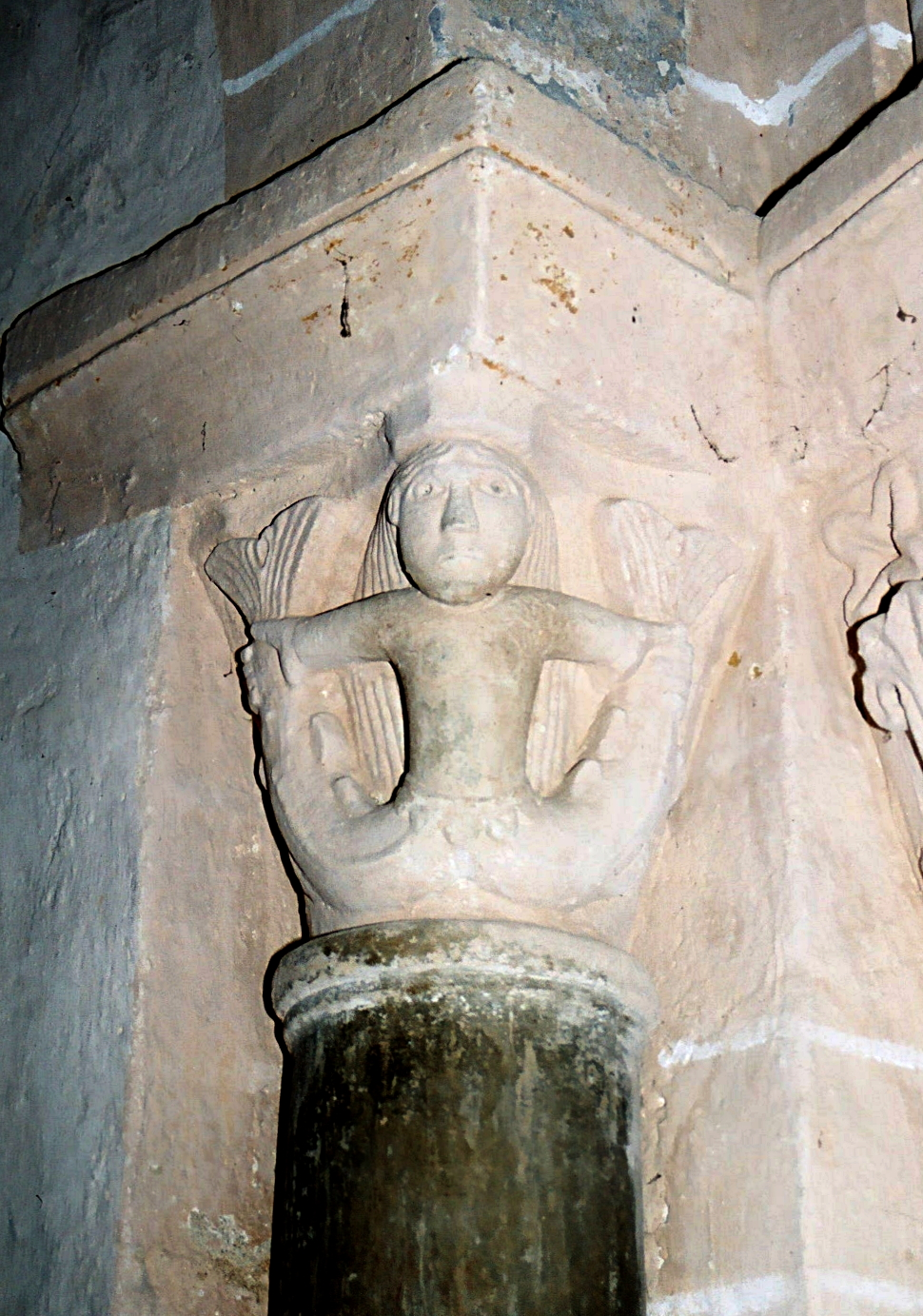
Sirène.
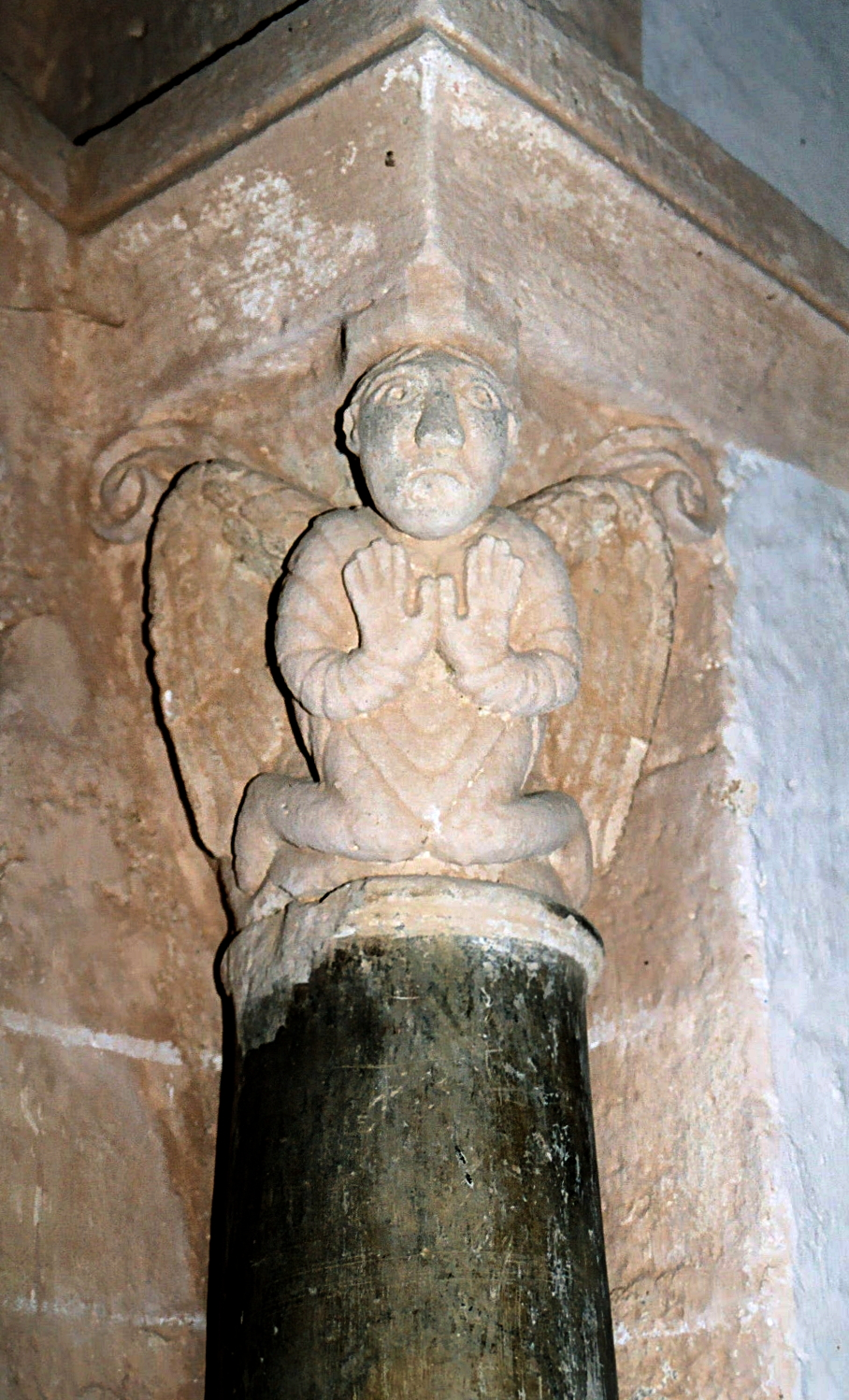
Ange.
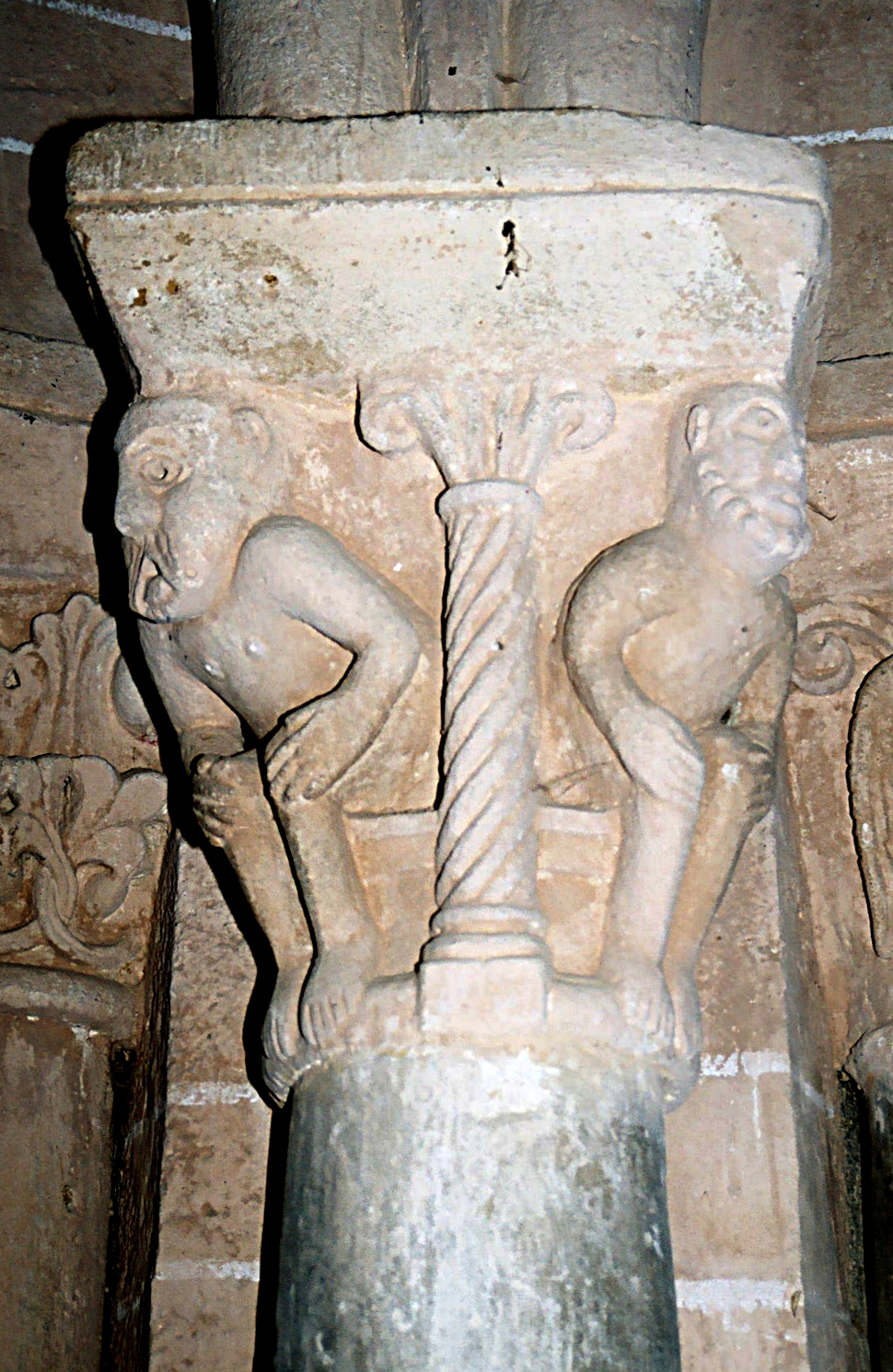
Vieillards.

## Œuvres remarquables
L'église possédait deux  Vierges à l'Enfant en Majesté romanes classées Monuments historiques en 1902 : Notre-Dame de Mailhat et Notre-Dame des Varennes.
- Notre-Dame des Varennes (XIIIe siècle) a été volée en 1974.
- Notre-Dame de Mailhat, polychrome et en bois marouflé, datée du XIIe siècle ou  XIIIe siècle, a été restaurée aux ateliers Coroart de Clermont-Ferrand de 1994 à 1996. Afin de la protéger, une copie a été réalisée en 2003 par le sculpteur Robert Capron (qui avait réalisé le même travail pour une vierge de Montferrand)[2].